# Marvel One-Shots
Pour plus de détails, voir Fiche technique et Distribution.
Les Marvel One-Shots désignent les courts métrages édités en direct-to-video produits par Marvel Studios, prenant place dans l'univers cinématographique Marvel. Ils sont disponibles dans les éditions Blu-ray des films liés à la licence Avengers et sur la plateforme de SVOD Disney+.
Les intrigues se déroulent en marge des longs-métrages, généralement peu de temps après l'intrigue des films, et mettent en scène des événements impliquant les personnages secondaires.

## Identité visuelle (logo)
A partir de 2011, avec le premier courts-métrages, Marvel Studios officialise le logo Marvel One-Shot. En 2021, une nouvelle version de ce logo apparait pour remplacer l'ancien présent depuis 2011.

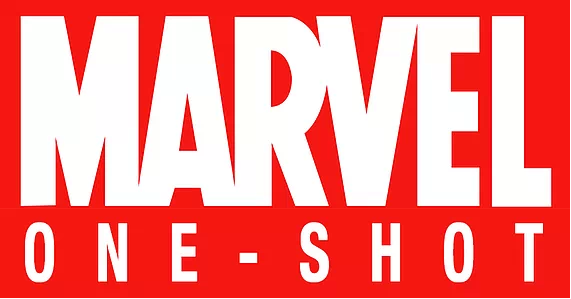
Logo de Marvel One-Shots de 2011 à 2021
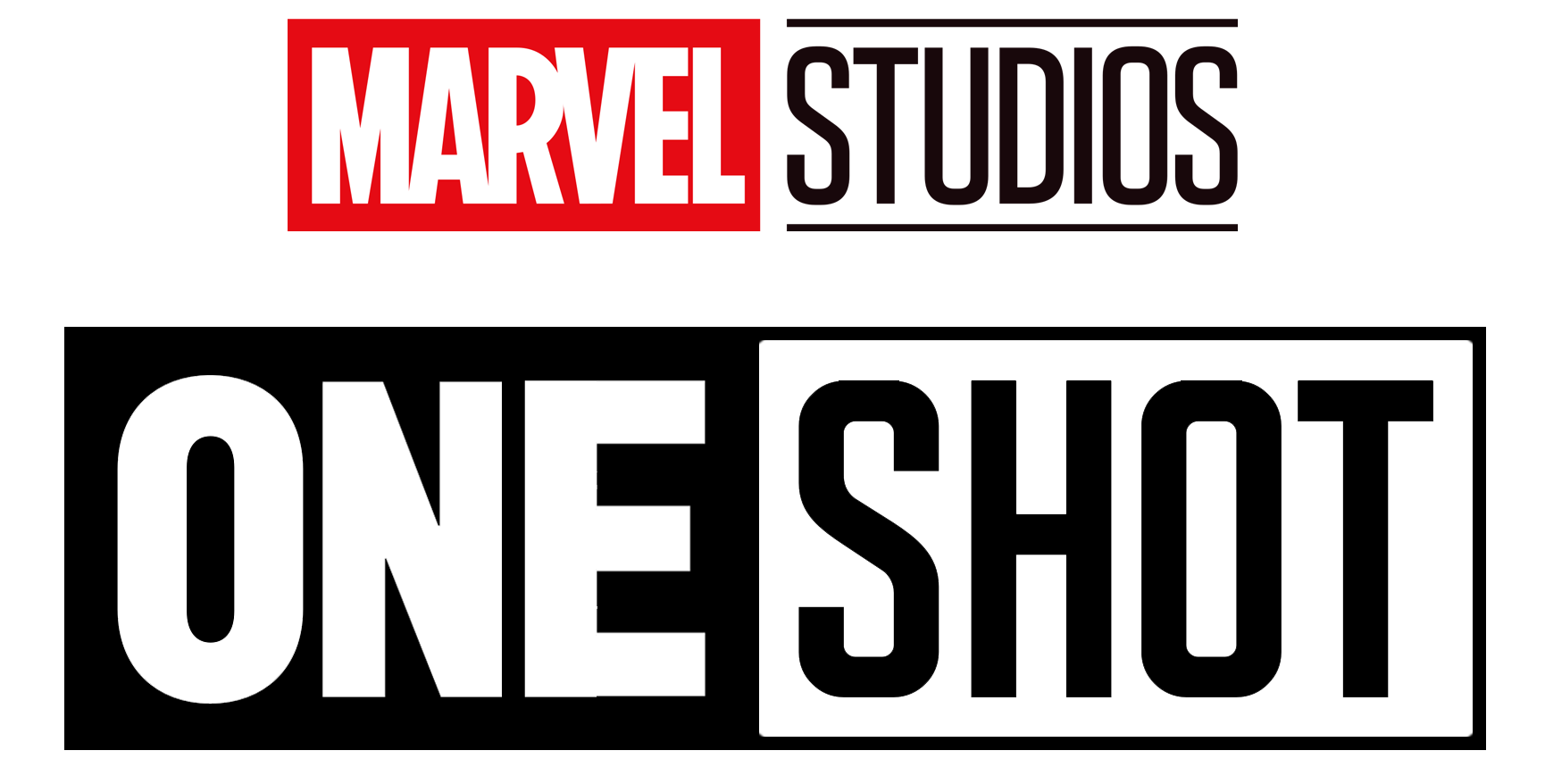
Logo de Marvel One-Shots depuis 2021

## Courts-métrages
| Cycle 1 : The Infinity Saga (2008 - 2019) | Phase 1 (2008-2012) | Le Consultant                                          | The Consultant                                     | Leythum          | Eric Pearson  | Thor                           | 13 septembre 2011 |  |  |  |  |  |  |  |  |  |  |  |  |  |
| Cycle 1 : The Infinity Saga (2008 - 2019) | Phase 1 (2008-2012) | Une drôle d'histoire en allant voir le marteau de Thor | A Funny Thing Happened on the Way to Thor's Hammer | Leythum          | Eric Pearson  | Captain America: First Avenger | 25 octobre 2011   |  |  |  |  |  |  |  |  |  |  |  |  |  |
| Cycle 1 : The Infinity Saga (2008 - 2019) | Phase 1 (2008-2012) | Article 47                                             | Item 47                                            | Louis D’Esposito | Eric Pearson  | Avengers                       | 25 septembre 2012 |  |  |  |  |  |  |  |  |  |  |  |  |  |
| Cycle 1 : The Infinity Saga (2008 - 2019) |                     |                                                        |                                                    |                  |               |                                |                   |  |  |  |  |  |  |  |  |  |  |  |  |  |
| Cycle 1 : The Infinity Saga (2008 - 2019) | Phase 2 (2013-2015) | Agent Carter                                           | Agent Carter                                       | Louis D’Esposito | Eric Pearson  | Iron Man 3                     | 24 septembre 2013 |  |  |  |  |  |  |  |  |  |  |  |  |  |
| Cycle 1 : The Infinity Saga (2008 - 2019) | Phase 2 (2013-2015) | Longue vie au roi                                      | All Hail the King                                  | Drew Pearce      | Drew Pearce   | Thor : Le Monde des ténèbres   | 25 février 2014   |  |  |  |  |  |  |  |  |  |  |  |  |  |
| Cycle 1 : The Infinity Saga (2008 - 2019) |                     |                                                        |                                                    |                  |               |                                |                   |  |  |  |  |  |  |  |  |  |  |  |  |  |
| Cycle 1 : The Infinity Saga (2008 - 2019) | Phase 3 (2016-2019) | Team Thor                                              | Team Thor                                          | Taika Waititi    | Taika Waititi | Captain America: Civil War     | 10 juillet 2014   |  |  |  |  |  |  |  |  |  |  |  |  |  |
| Cycle 1 : The Infinity Saga (2008 - 2019) | Phase 3 (2016-2019) | Team Thor : Partie 2                                   | Team Thor: Part 2                                  | Taika Waititi    | Taika Waititi | Doctor Strange                 | 10 mai 2017       |  |  |  |  |  |  |  |  |  |  |  |  |  |
| Cycle 1 : The Infinity Saga (2008 - 2019) | Phase 3 (2016-2019) | Team Darryl                                            | Team Darryl                                        | Taika Waititi    | Taika Waititi | Thor: Ragnarok                 | 10 novembre 2018  |  |  |  |  |  |  |  |  |  |  |  |  |  |
| Cycle 1 : The Infinity Saga (2008 - 2019) | Phase 3 (2016-2019) | Peter's To-Do List                                     | Peter's To-Do List                                 | Jon Watts        | Jon Watts     | Spider-Man: Far From Home      | 7 mai 2019        |  |  |  |  |  |  |  |  |  |  |  |  |  |
|                                           |                     |                                                        |                                                    |                  |               |                                |                   |  |  |  |  |  |  |  |  |  |  |  |  |  |
|                                           |                     |                                                        |                                                    |                  |               |                                |                   |  |  |  |  |  |  |  |  |  |  |  |  |  |

### Le Consultant
Après les événements de Iron Man 2 et L'Incroyable Hulk, Phil Coulson informe Jasper Sitwell que le Conseil de sécurité veut intégrer Emil Blonsky dans le projet Avengers. Le Conseil le considère en effet comme un héros de guerre et ne voit une menace qu'en Hulk, qu'il tient pour responsable des dégâts à New York. Le Conseil veut donc que Blonsky soit transféré par le général Thaddeus Ross et confié au SHIELD. Comme Nick Fury refuse de relâcher Blonsky, les deux agents décident d'envoyer une chèvre pour saboter les négociations, et Sitwell insiste pour choisir le consultant : Tony Stark. Comme vu dans la scène post-générique de L'Incroyable Hulk, Ross et Tony Stark se retrouvent dans un bar et le milliardaire s'y prend si bien qu'il se fait chasser du bar par le militaire. Par vengeance, Stark rachète le bar et le fait démolir. Coulson est satisfait et apprend donc le lendemain à Sitwell que le plan a fonctionné et que Blonsky restera en prison.

### Une drôle d'histoire sur la route du marteau de Thor
Avant les événements de Thor, Phil Coulson fait une halte dans une station-service en se rendant à Albuquerque. Alors qu'il choisit des friandises, deux braqueurs entrent et menacent la caissière. Coulson parvient facilement à prendre le dessus sur les malfrats, les désarmant et les assommant. Il part ensuite après avoir payé et demandé à la caissière de ne pas mentionner sa présence.

### Article 47
Bennie et Claire, un couple dans une mauvaise passe, a trouvé une arme Chitauri (répertoriée comme "Objet 47") oubliée dans les ruines de New York, dans Avengers. Le duo utilise la puissance de l'arme pour commettre quelques braquages, qui sont vite remarqués par le SHIELD. Les agents Sitwell et Blake sont alors chargés de récupérer l'arme et de « neutraliser » le couple. Sitwell retrouve le couple dans une chambre de motel, et la rencontre finit en bagarre au cours de laquelle l'argent volé est détruit. Mais au lieu de tuer les deux amants, Sitwell les recute  au sein du SHIELD : Bennie au service Recherche et Développement, et Claire comme assistante de Blake.

### Agent Carter
Un an après Captain America: First Avenger, l'agent Peggy Carter est devenue membre d'une agence d'intervention contre les forces de l'HYDRA, mais ses supérieurs la cantonnent à un poste d'analyste loin du terrain. Une nuit alors qu'elle est seule au bureau, Carter prend un appel lui donnant la localisation du Zodiac. Elle se rend alors sur place et parvient à accomplir la mission en ramenant l'échantillon de sérum. Le lendemain, son supérieur, l'agent Flynn, profond misogyne, la réprimande pour ne pas avoir suivi les procédures et malgré les arguments de Carter et l'urgence de l'intervention, elle n'est à ses yeux que l'amour du Captain qui a eu ce poste pour avoir été prise en pitié. Flynn reçoit juste après un appel : Howard Stark demande que Carter le rejoigne pour diriger le S.H.I.E.L.D avec l'aide de Dum Dum Dugan.

### Longue Vie au roi
Trevor Slattery, détenu de haute sécurité depuis Iron Man 3, purge sa peine dans la prison de Seagate. Sa réputation l'a précédé et il vit confortablement, respecté de ses co-détenus qui forment un fan club. Parmi les autres prisonniers, seul Justin Hammer se demande ce qui le rend si spécial. Slattery est contacté par un réalisateur de documentaires, Jackson Norriss, afin de retracer la carrière du Mandarin, telle que vue dans Iron Man 3. Norriss essaie de comprendre et de connaître Slattery, revenant avec lui sur son passé d'enfant acteur jusqu'à un pilote pour CBS jamais terminé. Norriss finit par révéler que les interventions télévisées de Slattery ont agacé certaines personnes, dont le leader du groupe terroriste des Dix Anneaux, ce que le comédien ignorait totalement. Norriss révèle alors que le Mandarin et le groupe terroriste existent réellement, qu'il en est lui-même membre et qu'il va faire évader Slattery pour lui faire rencontrer le véritable Mandarin. Slattery réalise alors qu'il est dans une situation qui le dépasse complètement.

### Team Thor(2016)
Après avoir sauvé la Terre avec les Avengers, Thor fait une courte pause en Australie où il vit avec un employé de bureau local, Darryl Jacobson. Il est alors interviewé par une équipe de tournage et parle de sa vie quotidienne en Australie. Thor est vu visitant une classe de maternelle, tentant d'envoyer des emails avec l'aide de Darryl à Tony Stark et Steve Rogers concernant leur conflit, et révélant son conseil d'enquête concernant les liens entre les Pierres d'infinité, les Avengers, Nick Fury, et Thanos. Plus tard, Thor rencontre Bruce Banner dans un café au sujet du fait qu'il n'a pas été contacté par Stark et Rogers. Banner reçoit un appel téléphonique de Stark, qui ne semble pas vouloir tendre la main ou parler à Thor. Thor décide alors de fonder sa propre équipe, la Team Thor, avec Darryl et lui.

### Team Thor: Partie 2(2017)
Dans la continuité du premier mockumentary, Thor et son colocataire Darryl discutent de leurs responsabilités domestiques dans leur appartement, Darryl étant chargé de la plupart des tâches ménagères. Darryl déclare alors que Thor est une personne gentille mais déconnectée du temps, et devient frustré par les tentatives de Thor de payer le loyer avec la monnaie d'Asgard. Il suggère à Thor de chercher un emploi, ce dont Thor se moque et contrebalance en suggérant qu'ils prennent un domestique. Des images supplémentaires de la visite de Thor dans la classe de maternelle sont montrées. L'interview se termine sur le sentiment de Thor qu'il n'a besoin de personne d'autre dans sa vie que Darryl, et il suggère à Darryl de se procurer une tenue de super-héros.

### Team Darryl(2018)
Après que Thor ait quitté l'appartement de Darryl, ce dernier déménage à Los Angeles et devient colocataire du Grand Maitres, la seule personne à avoir répondu à ses annonces. Le Grand Maître pense que Darryl serait un bon assistant de remplacement et plusieurs séquences sont montrées où Darryl effectue des tâches subalternes pour le Grand Maître, comme sortir les poubelles et le conduire en voiture. Darryl poursuit en décrivant comment le grand maître semble être une bonne personne, mais qu'il a du mal à comprendre l'espace personnel de Darryl et qu'il a ses propres problèmes de colère. Le Grand Maître déclare qu'il s'est habitué à la Terre et qu'il a l'intention de s'en emparer, avec Darryl à ses côtés. Il crée une vidéo expliquant son plan et la diffuse sur Internet. Cependant, après n'avoir reçu aucune audience, il prévoit de faire de la publicité pour la première vidéo en publiant une seconde vidéo avec un invité musical. Il engage les amis de Darryl pour l'aider, mais fait fondre l'un d'entre eux lorsque ses attentes ne sont pas satisfaites. Darryl avoue qu'il ne sait pas si le Grand Maître veut aussi le faire fondre, et admet que Thor lui manque en tant que colocataire.

### Peter's To-Do List
Avant son départ pour l'Europe dans Spider-Man: Far From Home, Peter Parker annonce à Ned Leeds qu'il a plusieurs choses à faire avant leur départ. Il se rend d'abord au Delmar's Deli & Grill et achète un adaptateur pour casque audio double afin de pouvoir regarder des films avec Michelle Jones dans l'avion. Il vend ensuite quelques-uns de ses jouets pour gagner de l'argent et offrir un joli bijou à « MJ ». Après avoir récupéré son passeport en utilisant son Spider-Drone pour activer un guichet, Peter Parker se concentre sur sa dernière mission avant de partir. Vêtu de son armure Iron Spider, Spider-Man arrête facilement la famille Manfredi, une organisation criminelle connue. Il utilise les capacités de son armure pour les enserrer et résister aux balles qu'ils tirent sur lui. Une fois la mission accomplie, Spider-Man attend l'arrivée de la police de New York et leur fournit des informations sur les membres du gang. Il plaisante même en disant qu'il fait leur travail. Avant de partir pour son voyage scolaire, Spider-Man promet aux agents de police de prendre un selfie avec eux plus tard.

## Distribution
| Personnages                                                         | Le Consultant (2011)        | Une drôle d'histoire sur la route du marteau de Thor (2011) | No 47 (2012)                | Agent Carter (2013)         | Longue Vie au roi (2014)    |
| Personnages issus des films                                         | Personnages issus des films | Personnages issus des films                                 | Personnages issus des films | Personnages issus des films | Personnages issus des films |
| ------------------------------------------------------------------- | --------------------------- | ----------------------------------------------------------- | --------------------------- | --------------------------- | --------------------------- |
| Emil Blonsky L'Abomination                                          | Tim Roth                    |                                                             |                             |                             |                             |
| Peggy Carter                                                        |                             |                                                             |                             | Hayley Atwell               |                             |
| Agent Phil Coulson                                                  | Clark Gregg                 | Clark Gregg                                                 |                             |                             |                             |
| Timothy « Dum Dum » Dugan                                           |                             |                                                             |                             | Neal McDonough              |                             |
| Justin Hammer                                                       |                             |                                                             |                             |                             | Sam Rockwell                |
| Steve Rogers Captain America                                        |                             |                                                             |                             | Chris Evans                 |                             |
| Général Thaddeus « Thunderbolt » Ross                               | William Hurt                |                                                             |                             |                             |                             |
| Jasper Sitwell                                                      | Maximiliano Hernández       |                                                             | Maximiliano Hernández       |                             |                             |
| Trevor Slattery Le Mandarin                                         |                             |                                                             |                             |                             | Ben Kingsley                |
| Howard Stark                                                        |                             |                                                             |                             | Dominic Cooper              |                             |
| Tony Stark Iron Man / Le consultant                                 | Robert Downey, Jr.          |                                                             |                             |                             |                             |
| Agent Blake                                                         |                             |                                                             | Titus Welliver              |                             |                             |
| Autres personnages principaux apparaissant dans les courts-métrages |                             |                                                             |                             |                             |                             |
| Bennie Pollack                                                      |                             |                                                             | Jesse Bradford              |                             |                             |
| Claire Wise                                                         |                             |                                                             | Lizzy Caplan                |                             |                             |
| Agent John Flynn                                                    |                             |                                                             |                             | Bradley Whitford            |                             |
| Voix déformée                                                       |                             |                                                             |                             | Shane Black                 |                             |
| Herman                                                              |                             |                                                             |                             |                             | Lester Speight              |
| Jackson Norriss                                                     |                             |                                                             |                             |                             | Scoot McNairy               |